# Église Saint-Pierre-aux-Liens du Hérie-la-Viéville
L'église Saint-Pierre-aux-Liens du Hérie-la-Viéville est une église située à Le Hérie-la-Viéville, en France.

## Localisation
L'église est située sur la commune de Le Hérie-la-Viéville, dans le département de l'Aisne.

### Galerie

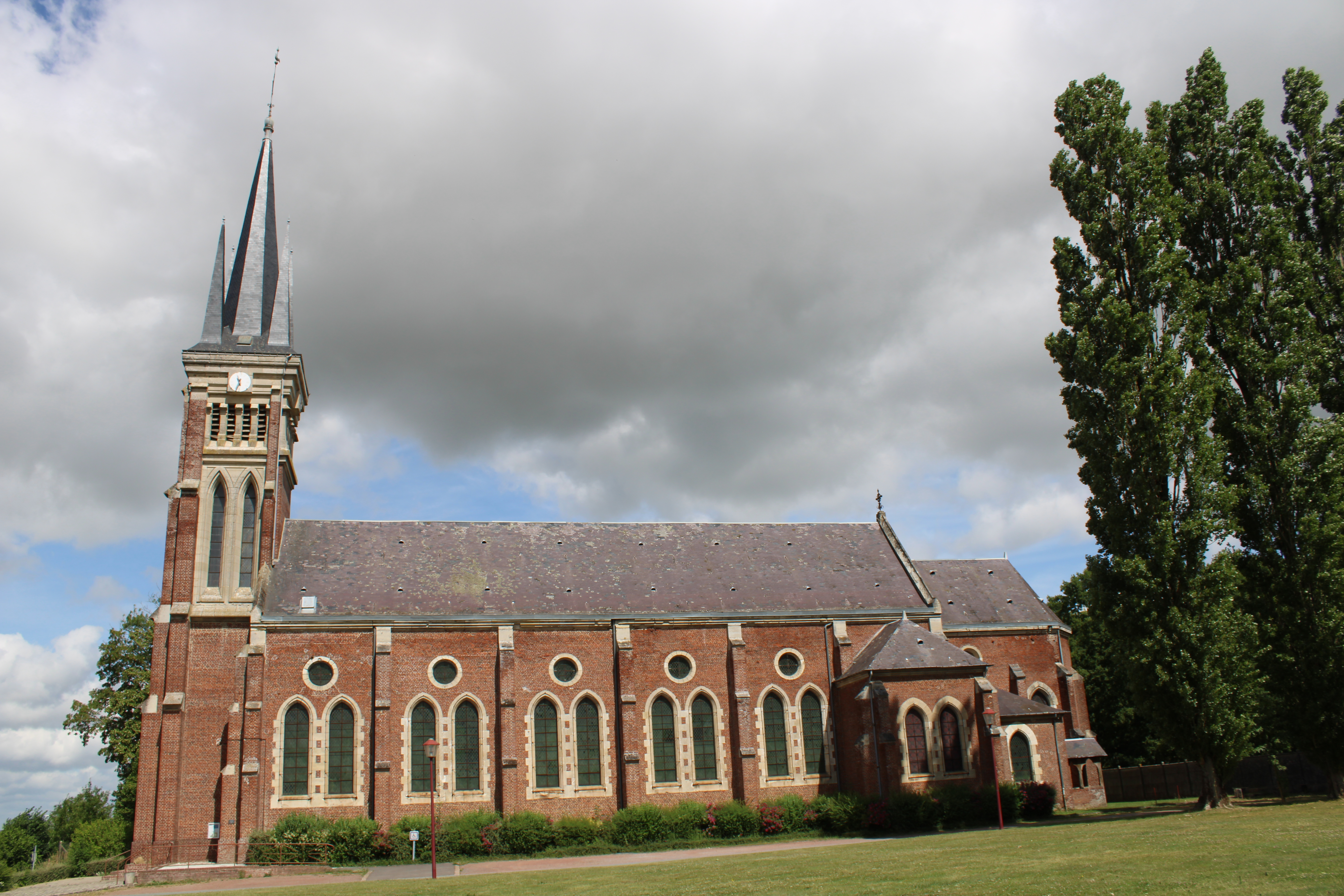
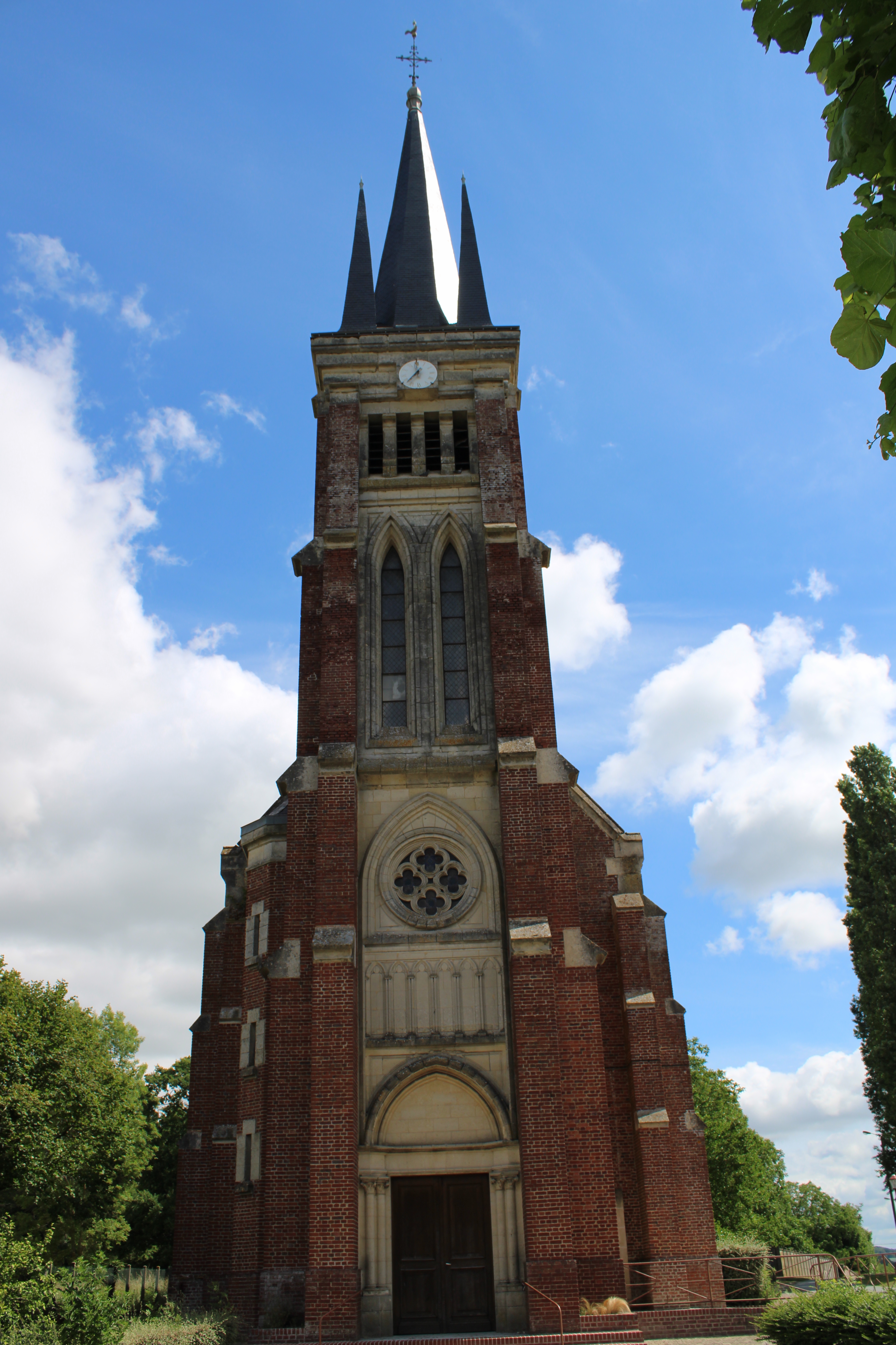
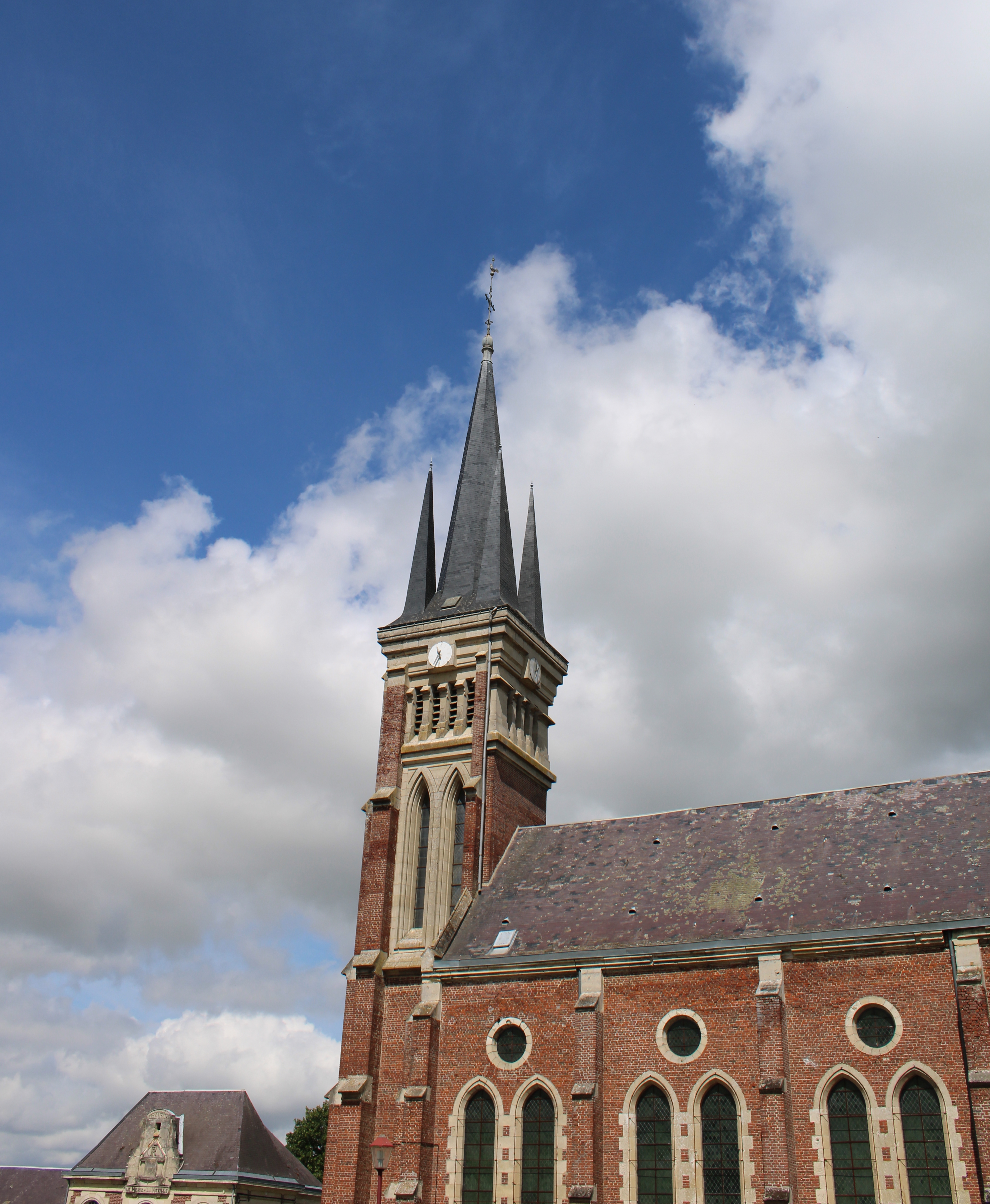
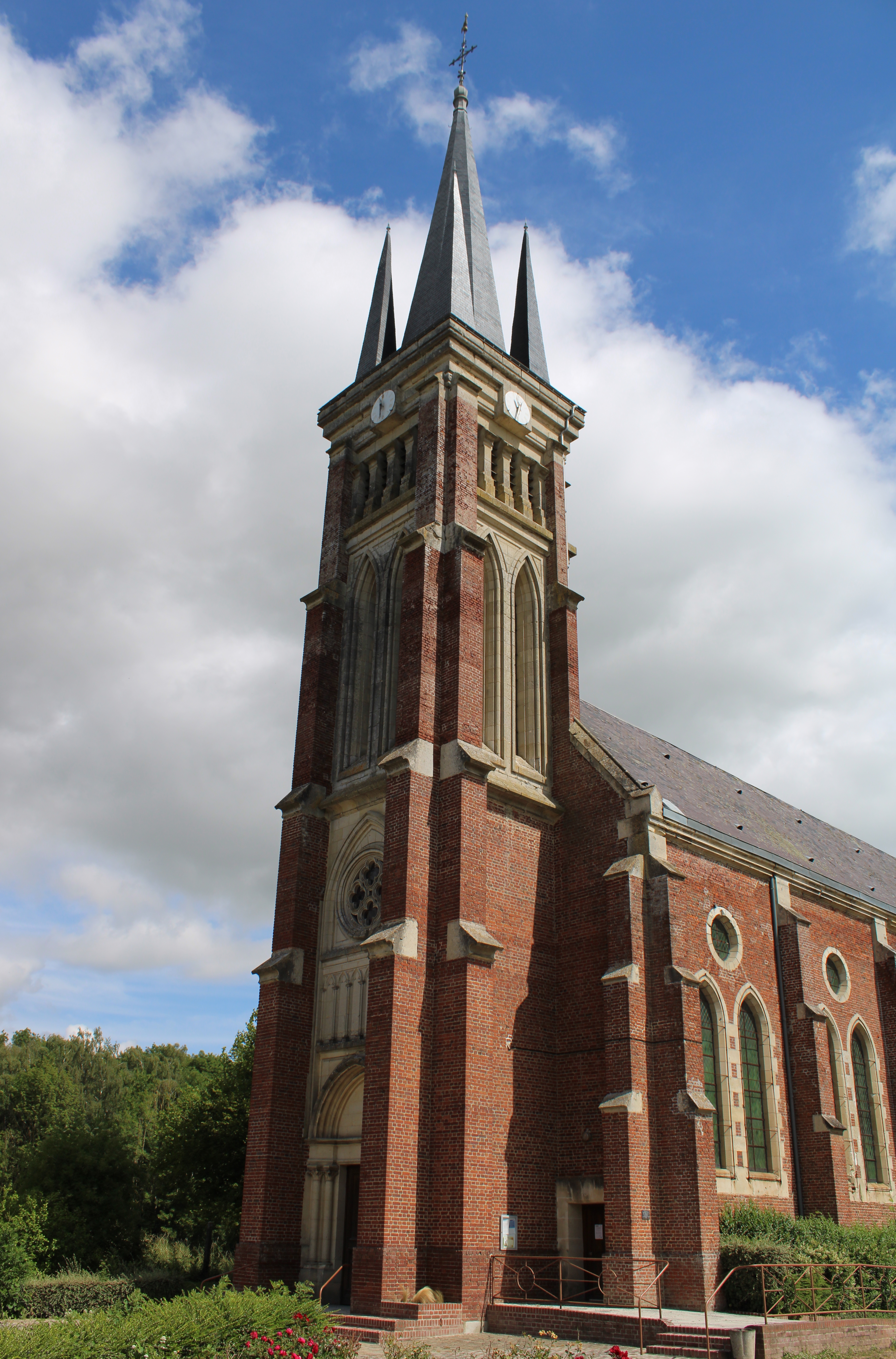
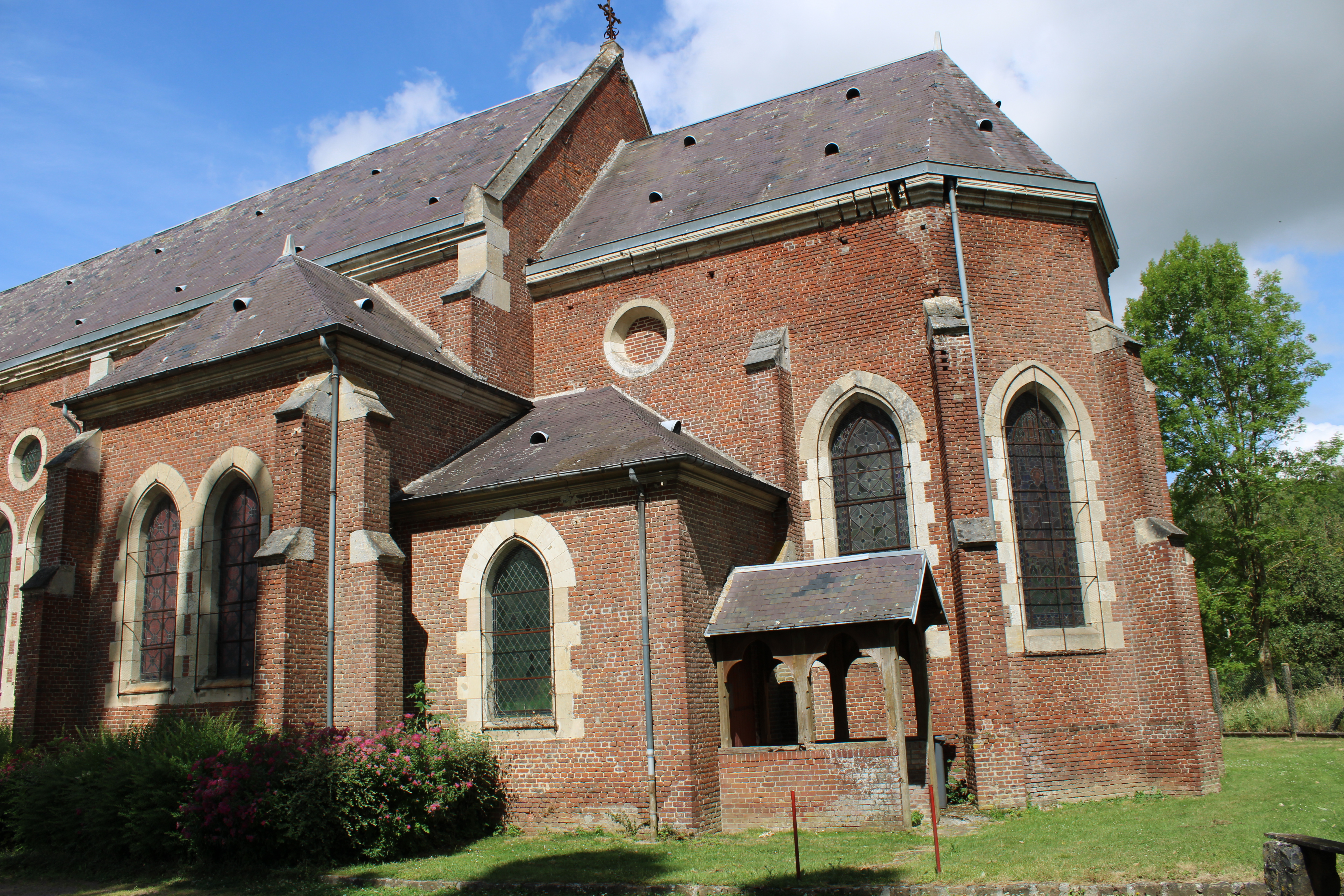